# Phyllachora koondrookensis
Phyllachora koondrookensis är en svampart som beskrevs av Parbery 1967. Phyllachora koondrookensis ingår i släktet Phyllachora och familjen Phyllachoraceae.   Inga underarter finns listade i Catalogue of Life.